# George Nicolaas Itz
George Nicolaas Itz ('s-Hertogenbosch, 26 december 1799 – Dordrecht 7 juli 1869) was een Nederlandse architect, opzichter en schrijver. Zijn meeste werk maakte hij in Dordrecht waar hij in 1832-1867 stadsbouwmeester was. Aanvankelijk bouwde hij in neoclassicistische stijl, later in een meer eclectische stijl. Hij staat bekend als G.N. Itz.

## Levensloop
George Nicolaas Itz werd op 26 december 1799 geboren in 's-Hertogenbosch. In deze stad volgde hij een opleiding tot bouwkundige aan de in 1812 opgerichte Académie Impériale et Royale de peinture, sculpture et architecture, oftewel het Stadstekeninstituut, waar gratis werd lesgegeven. Hij was een vaardig tekenaar en studeerde in 1818 af als een van de besten van zijn klas. Hij was een van de weinige leerlingen die daarna een succesvolle carrière als architect doorliep. Na twee jaar in de nationale militie werd hij in 1820 aangesteld als waarnemend docent bouwkunde aan de Académie. Toen de Académie in 1828 de naam Koninklijke School voor Nuttige en Beeldende Kunsten kreeg, werd hij tweede leraar in de bouwkunde. Samen met de eerste leraar plande en begeleidde hij de verbouwing en uitbreiding van de school.
Op 8 december 1831 werd Itz benoemd tot architect van de gemeente Dordrecht, maar hij ging pas een jaar later, op 31 december 1832 aan de slag. Hij ging wonen op Voorstraat 490. Als stadsarchitect en opzichter van de kerkgebouwen hield hij zich met zowel wereldlijke als religieuze instellingen bezig. Tot de nog bestaande gebouwen die hij ontwierp of verbouwde behoren het stadhuis, de Korenbeurs, de Boterbeurs en het Krankzinnigengesticht (nu Dordrechts Museum). Een geslaagd voorbeeld van kerkelijke architectuur is Maria Maior, de kerk voor de Oud-Katholieke Gemeente aan de Voorstraat. Zijn scholen zijn echter merendeels verdwenen. Van de ijzeren bruggen die hij ontwierp, zijn de Nieuwbrug, de Damiatebrug en de Lange IJzeren Brug nog altijd opvallende verschijningen in het stadsbeeld.
Vanaf 1842 publiceerde hij artikelen in het nieuwe tijdschrift Bouwkundige Bijdragen, onder andere over zijn onderzoek naar de fundering van de verzakkende toren van de Grote Kerk en over de constructie van de Lange IJzeren Brug.
Vanwege overwerktheid en lichamelijke ongemakken kreeg hij op zijn eigen verzoek op 31 december 1866 eervol ontslag. G.N. Itz overleed tweeënhalf jaar later, op 7 juli 1869, in Dordrecht.

## Oeuvre

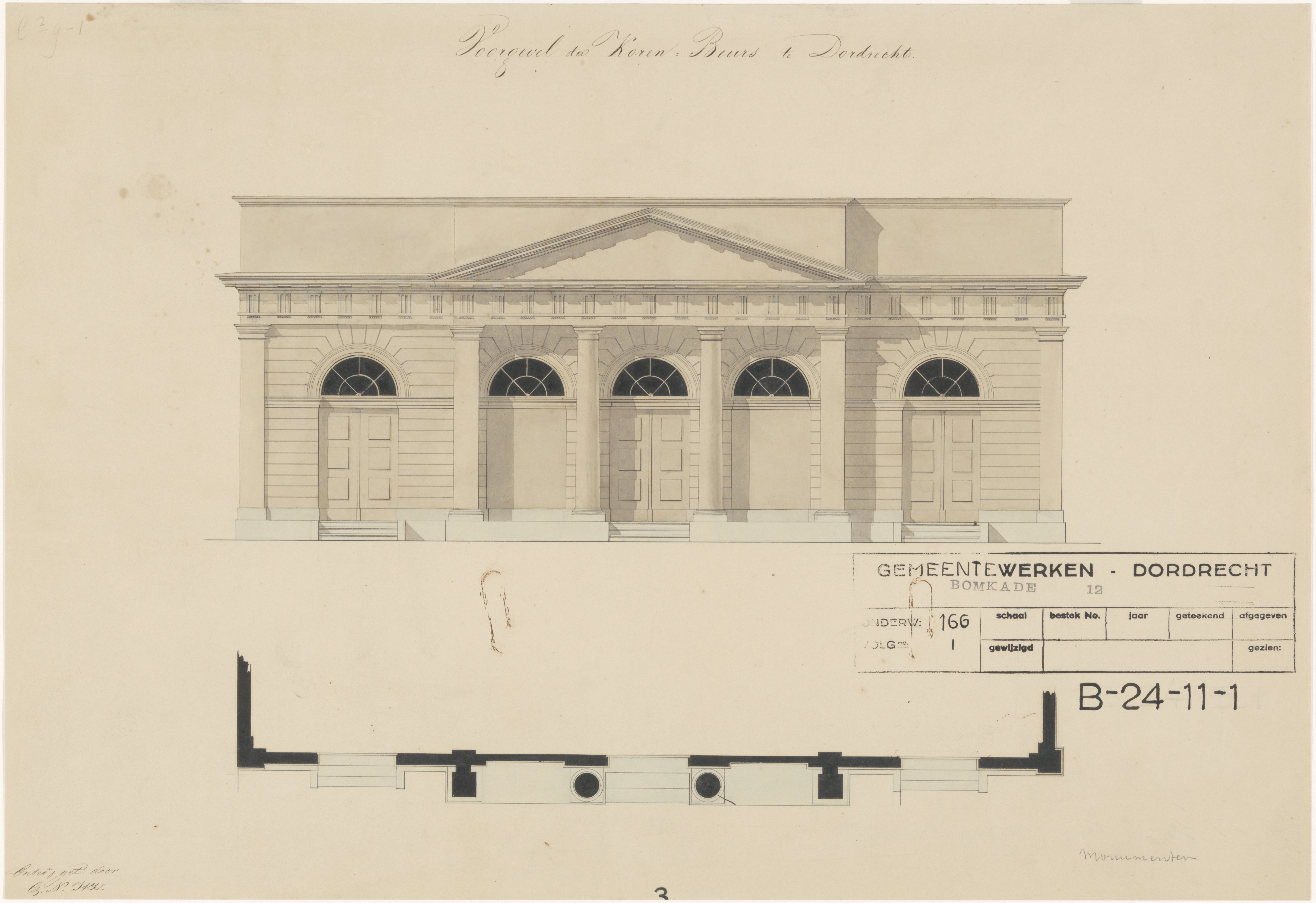
Presentatietekening van de Korenbeurs, Bomkade 11, 1834

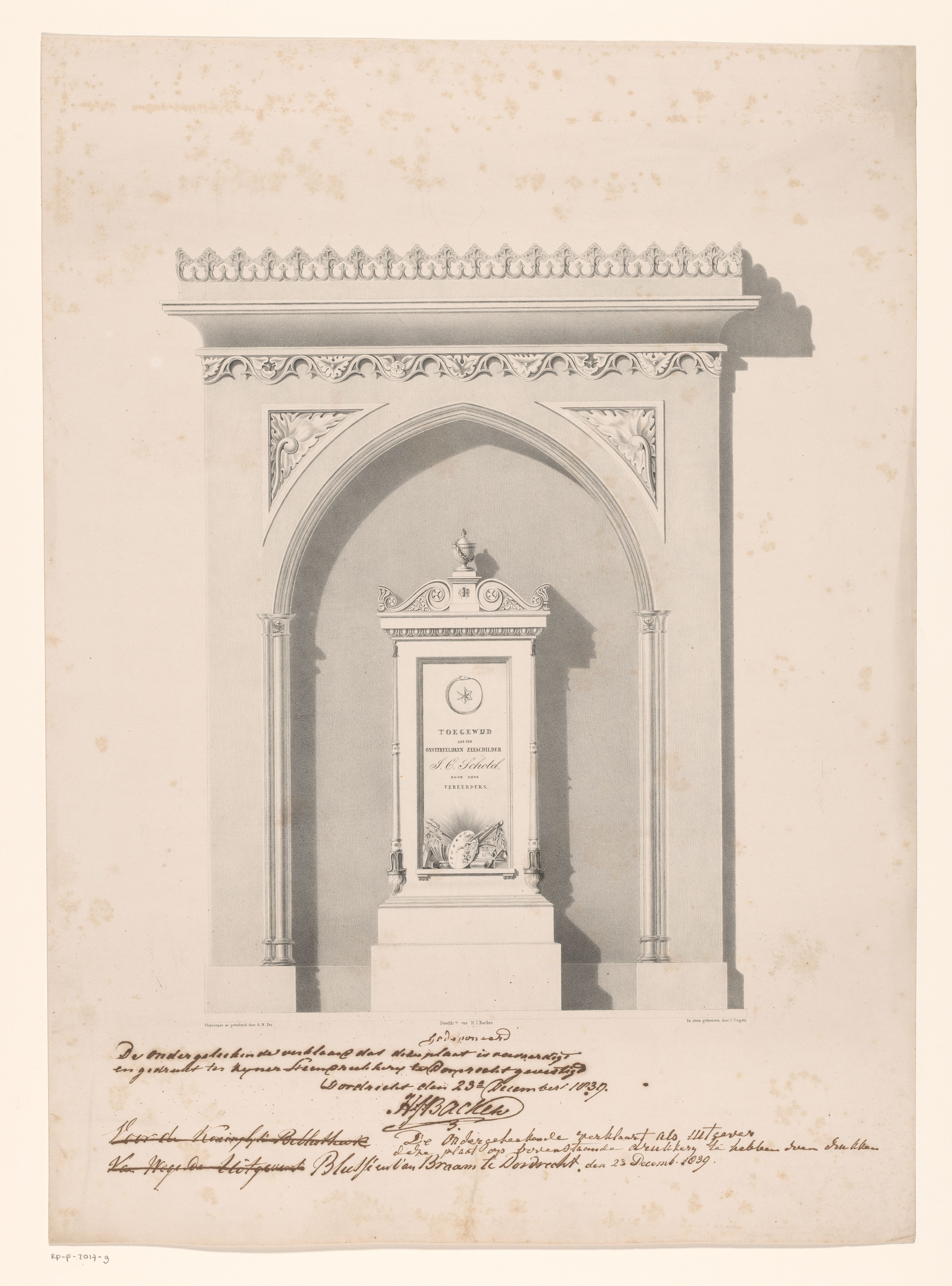
Grafmonument voor schilder Johannes Christiaan Schotel, 1839, Grote Kerk

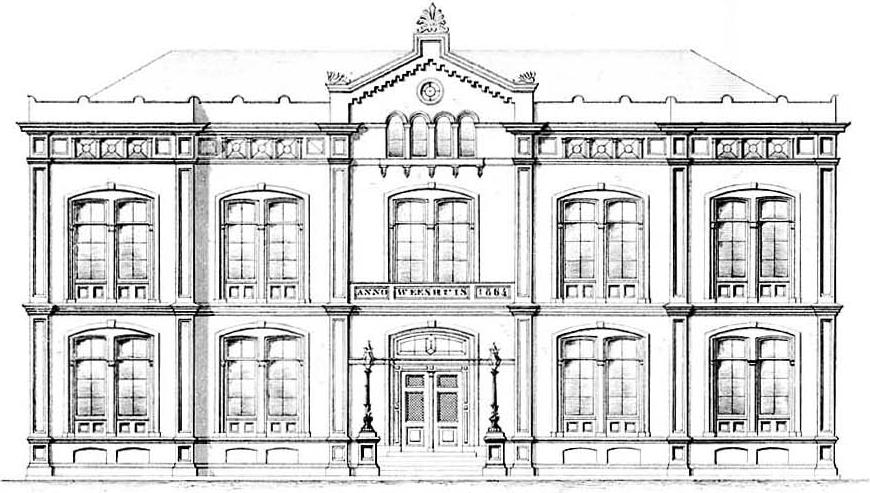
Weeshuis aan het Kromhout, afbeelding gepubliceerd in 1869

### Werk in Dordrecht

#### Religieuze en wereldlijke gebouwen
- 1833 – Toren Nieuwkerk, Nieuwkerksplein
- 1834 – Korenbeurs, Bomkade – rijksmonument
- 1834-1841 – verbouwing Stadhuis, Stadhuisplein – rijksmonument
- 1834/1856 – Vleeshal, later Synagoge, Varkenmarkt – afgebroken in 1965
- 1834 – De Waag (verbouwing Scharlaken), Groenmarkt
- 1839 – Kruittoren, Vrieseplein - afgebroken in 1871
- 1840 – verbouwing Waalse kerk, hoek Voorstraat-Visstraat – rijksmonument
- 1841 – Boterbeurs, Wijnstraat – rijksmonument
- 1841-1843 – Maria Maior (kerk Oud-Katholieke Gemeente), Voorstraat – rijksmonument
- 1850 – Gasfabriek, Bolwerk/Riedijk/Merwekade - afgebroken
- 1852 – verbouwing Krankzinnigengesticht (nu Dordrechts Museum), Museumstraat
- 1852 – Post- en Telegrafiekantoor annex politiebureau, Groenmarkt 75-77 – in 1903 ingrijpend verbouwd
- 1860-67 – Vereenigd Armen-, Wees- en Nieuw Armenhuis, Kromhout 95-110 – afgebroken

#### Scholen
- 1837 – School no. 2: Eerste Stads-Tusschenschool in 't Hof, Hofstraat – afgebroken
- 1844 – verbouwing Vrouwenhuis (vh. Begijnhof) tot Stedelijke bewaarschool; in 1864 gevolgd door nieuwbouw van de Tweede Stads-Tusschenschool (School no. 3), Bagijnhof – in 1905 vervangen door het inmiddels gesloopte Postkantoor
- 1860 – verbouwing Diaconie-bewaarschool (vh. Pesthuis ter Nieuwerkerk) tot Armenschool (School no. 4), hoek Vest-Heer Heymansuysstraat – in 1868 uitgebreid; in 1905 afgebroken voor een nieuwe school
- 1860-1862 – School no. 5: Tweede Armenschool aan het Nieuwkerkhof, Nieuwkerksplein – in 1901 afgebroken voor een nieuwe school
- 1863-1864 – Burgerschool, achter het Bagijnhof – in 1874 vervangen door het Spaarbankgebouw
- 1864 – Eerste Armenschool, Vriesestraat – afgebroken
- 1864 – ontwerp H.B.S. / Stedelijk Gymnasium, Nieuwstraat – uitgevoerd na de pensionering van Itz

#### Bruggen
- 1849-51 – Nieuwbrug – rijksmonument
- 1854-57 – Damiatebrug – rijksmonument
- 1856 – Lange IJzeren Brug – rijksmonument
- 1859 – Boombrug – basculebrug, vervangen door moderne hefbrug
- 1859 – Draaibrug (Kalkhaven) – rijksmonument
- 1863 – Kippenbrug (loopbrug tussen Groothoofd en Merwekade) – afgebroken in 1927

#### Overige
- 1832 – Gebouw ter vervanging van de Riedijkspoort (niet uitgevoerd ontwerp)
- 1839 – Grafmonument voor J.C. Schotel
- 1841 – verbouwing Lombardbrug (niet uitgevoerd ontwerp ?)
- 1848 – ontwerp voor de inrichting van het Armhuis als choleraziekenhuis, hoek Stek/Stekstraat – vervangen door het voormalige gebouw van de Gemeentelijke Archiefdienst
- 1851 – diverse werkzaamheden aan de Grote Kerk
- 1853 – Watermolen, Stadspolder
- 1856 – Tolbrug (niet uitgevoerd ontwerp ?)
- 1863-1865 – verbetering Merwekade

### Werk buiten Dordrecht
- 1833-36 – R.K. Hippolytuskerk, Voorstraat, Delft – afgebroken en in 1884 vervangen door een inmiddels eveneens gesloopte neogotische kerk van P.J.H. Cuypers
- 1835 – Raadhuis, Puttershoek[1] – rijksmonument
- 1835 – Toegangshek naar Kerkplein, Puttershoek
- lid adviescommissie Zuiderkerk, Rotterdam – verwoest in 1940